# Cioclovina-Höhle

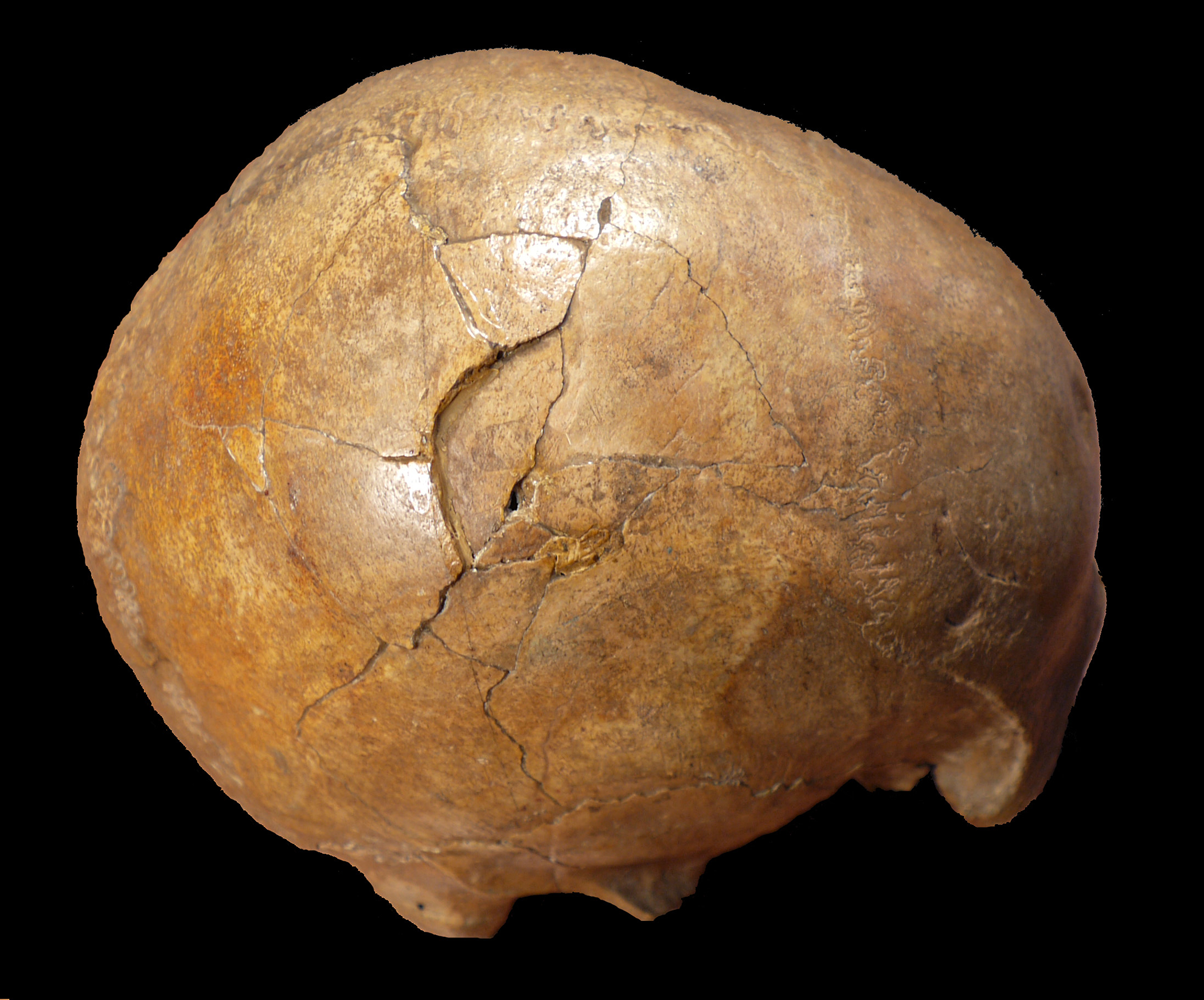
Das Schädeldach Cioclovina 1

Die Cioclovina-Höhle ist eine paläoanthropologische und archäologische Fundstätte im Kreis Hunedoara, Region Siebenbürgen, in Rumänien. Sie wurde nach dem Ort Cioclovina, einem eingemeindeten Dorf der Gemeinde Boșorod (Bosendorf), benannt, auf deren Gebiet sie liegt. Die Höhle wird in zwei Abschnitte untergliedert: in den oberen Bereich, Peștera Cioclovina Uscată (trockene Cioclovina-Höhle), und in den unteren Bereich, Peștera Cioclovina cu Apă (nasse Cioclovina-Höhle). Bedeutendster Fund eines Fossils ist die Schädeldecke eines Cro-Magnon-Menschen, deren Alter auf rund 33.000 Jahre (cal BP) datiert wurde.

## Beschreibung der Höhle
Die Cioclovina-Höhle liegt inmitten des Naturparks Grădiștea Muncelului-Cioclovina im nordwestlichen Teil der Munții Șureanu (Lage: 45° 35' N, 23° 07' E). Sie ist Teil eines weitläufigen Karstsystems von annähernd acht Kilometern Länge und für Besucher nicht frei zugänglich.
Der Eingang zur „trockenen“ Cioclovina-Höhle befindet sich auf 770 Metern Höhe über dem Meeresspiegel. Dieser Abschnitt des Höhlensystems ist 1406 Meter lang und weist über diese Strecke hinweg eine Höhendifferenz von 122 Metern auf. Die Höhe der Verbindungsgänge zwischen den diversen Hallen beträgt 8 bis 15 Meter, die Hallen erreichen Höhen von bis zu 27 Metern. Im obersten Bereich der „trockenen“ Cioclovina-Höhle, der Hauptgalerie (Galeria Principala), hatten sich Guano und Tierknochen angereichert, die von 1912 bis 1988 abgebaut wurden. Im Zusammenhang mit diesem Abbau von Phosphaten kam auch das Schädeldach zutage; seine genaue Lage in der Höhle wurde jedoch nicht dokumentiert.

## Fossilienfunde
Das Schädel-Fragment (Archivname Cioclovina 1) wurde im Jahr 1937 entdeckt und 1942 erstmals wissenschaftlich beschrieben. Es gilt heute als eines der ältesten sicher datierten Fossilien des anatomisch modernen Menschen (Homo sapiens) in Europa und stammt vermutlich von einer 30 bis 40 Jahre alten Frau. Gemeinsam mit ihm wurden drei Schädel von Höhlenbären (Ursus spelaeus) sowie drei Steinwerkzeuge geborgen. In der Höhle waren bereits 1911 Steinwerkzeuge entdeckt worden, die teils mit dem Neandertaler in Verbindung gebracht werden (Moustérien), teil mit den Cro-Magnon-Menschen (Aurignacien).
Im Jahr 2019 sorgte eine Studie der Arbeitsgruppe von Katerina Harvati-Papatheodorou für Aufsehen in Fachkreisen, der zufolge mehrere Brüche der Schädelknochen nicht – wie bisher angenommen – im Verlauf der Fossilisation entstanden waren. Vielmehr wurden die Beschädigungen anhand forensischer Methoden und nach Experimenten mit synthetischen Knochenmodellen als Folgen von stumpfer Gewalt interpretiert, die vermutlich zum Tode führte.

## Hortfund
Zwischen 1969 und 1975 sowie 1979 und 1990 wurde in der „nassen“ Cioclovina-Höhle ein Hortfund aus der späten Bronzezeit geborgen, der aufgrund seiner Beschaffenheit ins 13. bis 12. Jahrhundert v. Chr. datiert wurde. Entdeckt wurden mehr als 7500 Objekte: neben Objekten aus Bronze und bearbeiteten Geweihstangen wurden hunderte Fayence-Perlen, Bernstein-Perlen und Glasperlen entdeckt.

## Belege
1. ↑  Andrei Dorean Soficaru und Cãtãlin Costel Petrea: Human skull from Ciclovina Uscata Cave. Stratigraphic context, absolute age, morphology and paleoanthropology. Kapitel V in: Romanian Academy (Hrsg.): The first ecological reconstruction of underground environment from Romania: Ciclovina Uscata Cave. Editura Universitarã, Bukarest 2009, ISBN 978-973-749-792-5, S. 89–96. Volltext.
2. ↑  Fundația Dacica: Cioclovina cave. Kurzbeschreibung des Höhlensystems.
3. ↑  Anamaria Diana Häuselmann, Philipp Häuselmann und Bogdan Petroniu Onac: Speleogenesis and deposition of sediments in Cioclovina Uscată Cave, Sureanu Mountains, Romania. In: Environmental Earth Sciences. Band 61, Nr. 8, S. 1561–1571, 2010, doi:10.1007/s12665-010-0470-1.
4. ↑  Eintrag Peștera Cioclovina Uscata in Bernard Wood (Hrsg.): Wiley-Blackwell Encyclopedia of Human Evolution. 2 Bände. Wiley-Blackwell, Chichester u. a. 2011, ISBN 978-1-4051-5510-6.
5. ↑  Andrei Soficaru et al.: The Human Cranium from the Peştera Cioclovina Uscată, Romania Context, Age, Taphonomy, Morphology, and Paleopathology. In: Current Anthropology. Band 48, Nr. 4, 2007, S. 611–619, doi:10.1086/519915.
6. ↑  Katerina Harvati-Papatheodorou, Philipp Gunz und Dan Grigorescu: Cioclovina (Romania): affinities of an early modern European. In: Journal of Human Evolution. Band 53, Nr. 6, 2007, S. 732–746, doi:10.1016/j.jhevol.2007.09.009.
7. ↑   Elena F. Kranioti, Dan Grigorescu und Katerina Harvati: State of the art forensic techniques reveal evidence of interpersonal violence ca. 30,000 years ago. In: PLoS ONE. Band 14, Nr. 7, 2019, e0216718, doi:10.1371/journal.pone.0216718.
8. ↑  Florian Klimscha, Hans-Jörg Karlsen, Svend Hansen und Jürgen Renn (Hrsg.): Vom künstlichen Stein zum durchsichtigen Massenprodukt. Innovationen in der Glastechnik und ihre sozialen Folgen zwischen Bronzezeit und Antike. Edition Topoi / Exzellenzcluster Topoi der Freien Universität Berlin und der Humboldt-Universität zu Berlin, 2021, ISBN 978-3-9819685-5-2, S. 110–111. Volltext.
9. ↑  Mihai Rotea: The hoard from the “Cioclovina cu apă” Cave: content, dating, and significations. In: Acta Musei Napocensis. Band 54, Nr. 1, 2017, S. 41–104, Volltext.

Koordinaten: 45° 34′ 36″ N, 23° 8′ 11″ O